# Praon longicorne
Praon longicorne är en stekelart som beskrevs av Marshall 1896. Praon longicorne ingår i släktet Praon och familjen bracksteklar. Arten är reproducerande i Sverige. Inga underarter finns listade i Catalogue of Life.